# شهر المثلجات الوطني

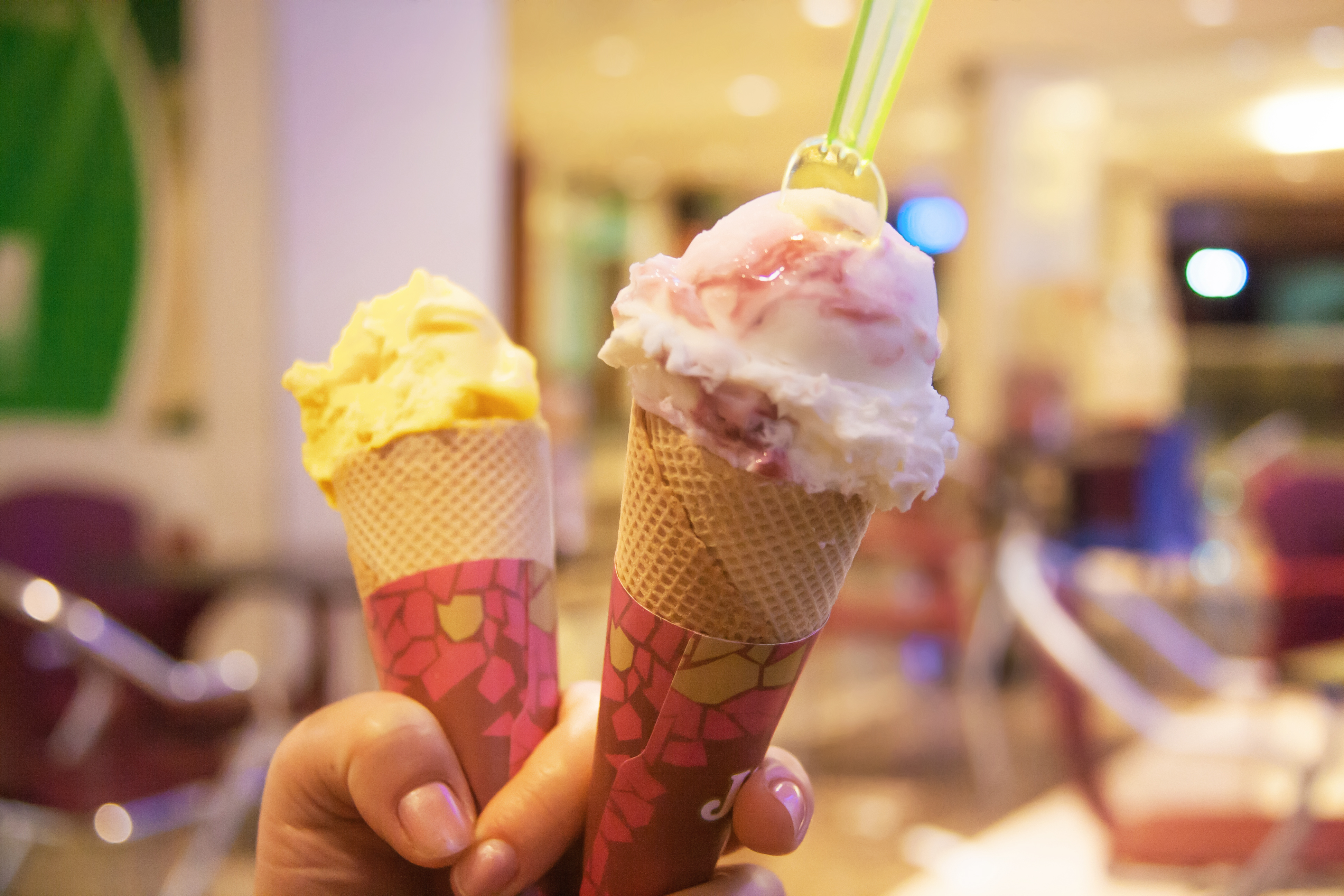
المثلجات

شهر المُثلجات الوطني والتي يتم الاحتفال فيه من كل عام في شهر يوليو ويحتفل باليوم الوطني للآيس كريم في يوم الأحد الثالث من شهر يوليو في الولايات المتحدة. نشأت الاحتفالات بموجب القرار المشترك رقم 298 في مجلس الشيوخ الأمريكي، والذي رعاه السيناتور والتر دي هودلستون من كنتاكي في 17 مايو 1984، والقرار المشترك 543 في مجلس النواب الأمريكي، والذي كان برعاية النائب كيكا دي لا جارزا من تكساس في 11 أبريل 1984. أعلن القرار شهر يوليو 1984 «شهر المُثلجات الوطني» و 15 يوليو 1984 «اليوم الوطني للمثلجات». تم التوقيع عليه في القانون العام من قبل الرئيس رونالد ريغان في 9 يوليو 1984، بالإعلان الرئاسي رقم 5219. على الرغم من أن القرار لم يذكر سوى شهر ويوم محددين في عام 1984، إلا أن الاحتفالات صمدت في السنوات التي تلت ذلك، وتم الإعلان عنها من قبل مصنعي المُثلجات.  